# ایلکر کیزماز
ایلکر کیزماز (انگلیسی: İlker Kızmaz؛ زادهٔ ۹ سپتامبر ۱۹۷۵) بازیگر اهل ترکیه است. وی از سال ۲۰۰۲ میلادی تاکنون مشغول فعالیت بوده‌است.